# Fischgreif

Fischgreif (Darłowo)

Altes Stadtsiegel der hinterpommerschen Stadt Leba mit dem Stadtwappen und der Aufschrift CIVITATIS LEBEMUNDE, das den Fischgreifen zeigt und mit dem 1440 der Beitritt zum Preußischen Bund beurkundet wurde.

Der Fischgreif ist ein Wappentier und als solches eine Sonderform des Greifen. Er besitzt den Oberkörper eines Greifen und von der Körpermitte abwärts einen Fischleib. In einigen Wappenbildern ist der Fischschwanz teilweise verdeckt.
Das Herkunftsgebiet des Fischgreifen war der Ostteil Pommerns, das Land Schlawe im Gebiet um Stolp und Bütow. Hier herrschten die Swenzonen seit Mitte des 13. Jahrhunderts unter wechselnder Lehnshoheit. Das Adelsgeschlecht, dessen Symbol der Fischgreif war, starb um 1316 aus. Das Gebiet fiel an Pommern zurück. Die Greifenherzöge übernahmen den Fischgreif in ihre Wappenbilder. Die östlichen Landesteile wurden bereits durch das Wappen des „Herzogtums Kassuben“ repräsentiert. Um nicht auf den Fischgreif verzichten zu müssen, wurde für ihn eine „Herrschaft Usedom“ postuliert, die als solche aber nicht existierte und auch nicht im Herzogstitel vorkam.
Der Fischgreif wird im Wappen der adligen Familie von Puttkamer geführt, die unter anderem deshalb als mit den Swenzonen verwandt gelten. 
Die Städte Zanow (polnisch Sianów), Stolp (Słupsk), Schlawe (Sławno) und Rügenwalde (Darłowo) führen ebenfalls den Fischgreif im Wappen. Das Wappen der Stadt Leba (Łeba), das 1360 durch den Deutschen Orden verliehen wurde, zeigt wohl ebenfalls einen Fischgreifen; ganz sicher ist das Wappentier aber nicht zuzuordnen, im 19. Jahrhundert wurde es auch als Meerjungfrau dargestellt. 

Fischgreif im Wappen der Familie von Puttkamer
Łeba (Polen, Woiwodschaft Pommern)
Rügenwalde (polnisch: Darłowo)
Schlawe (polnisch: Sławno)
Zanow (polnisch: Sianów)
Fischgreif im Feld 6 des Wappens Pommerns aus dem 16. Jahrhundert, für die Herrschaft Usedom